# Monnickendam
Monnickendam é uma cidade na província neerlandesa da Holanda do Norte. A cidade fica a cerca de 10 quilômetros de Amesterdão, capital dos Países Baixos. Em 2012, a cidade possuía 9.915 habitantes.
Faz parte do município de Waterland e concentra mais da metade de sua população. Fica na costa do Markermeer, a cerca de 8 quilômetros a sudeste de Purmerend . Recebeu direitos de cidade em 1355.